# Kabaretowa scena Dwójki
Kabaretowa scena Dwójki – cykliczny program kabaretowy nagrywany w klubie muzycznym Rotunda w Krakowie. Każdy odcinek był występem jednej formacji kabaretowej albo różnych kabaretów na dany temat. Pierwsze emisje miały miejsce w roku 2004. Od 7 września 2014 roku cykl ponownie emitowany jest w TVP2.

## Spis programów
| L.p. | Tytuł                                                       | Premiera   |
| ---- | ----------------------------------------------------------- | ---------- |
| 1    | Ani Mru-Mru (cz. 1)                                         | 2004-02-03 |
| 2    | Ani Mru-Mru (cz. 2)                                         | 2004-02-26 |
| 3    | 10 lat Grupy Rafała Kmity                                   | 2005-02-14 |
| 4    | Kabaret pod Wyrwigroszem                                    | 2005-11-26 |
| 5    | Zielonogórskie Zagłębie Kabaretowe                          | 2005-12-23 |
| 6    | Kabaret Hrabi: Terapia                                      | 2005-12-23 |
| 7    | Najśmieszniejsi 2005                                        | 2006-01-26 |
| 8    | Jak się zakochać?                                           | 2006-02-13 |
| 9    | Jak się rozstać?                                            | 2006-02-16 |
| 10   | Grzegorz Halama: Wygłupy przez duże „W” (cz. 1)             | 2006-09-16 |
| 11   | Grzegorz Halama: Wygłupy przez duże „W” (cz. 2)             | 2006-09-28 |
| 12   | Formacja Chatelet (cz. 1)                                   | 2006-10-19 |
| 13   | Formacja Chatelet (cz. 2)                                   | 2006-10-26 |
| 14   | Historia świata według Kabaretu Moralnego Niepokoju (cz. 1) | 2006-11-20 |
| 15   | Historia świata według Kabaretu Moralnego Niepokoju (cz. 2) | 2006-11-20 |
| 16   | Parodie 2006                                                | 2006-12-22 |
| 17   | Najśmieszniejsi - czyli Kabaretowy Koncert Życzeń (cz. 1)   | 2006-12-30 |
| 18   | Najśmieszniejsi - czyli Kabaretowy Koncert Życzeń (cz. 2)   | 2006-12-30 |
| 19   | Łowcy.B (cz. 1)                                             | 2007-03-17 |
| 20   | Łowcy.B (cz. 2)                                             | 2007-03-27 |
| 21   | M jak majówka (cz. 1)                                       | 2007-05-19 |
| 22   | M jak majówka (cz. 2)                                       | 2007-05-20 |
| 23   | Kabaret Hrabi: Hrabi Dracula (cz. 1)                        | 2007-06-23 |
| 24   | Kabaret Hrabi: Hrabi Dracula (cz. 2)                        | 2007-06-24 |
| 25   | Grzegorz Halama Oklasky                                     |            |
| 26   | Z młodymi jak najbardziej - Kabaret Młodych Panów           |            |
| 27   | Kabaret z ... w tle (7 odcinków)                            |            |
| 28   | Kabaret Czesuaf i goście                                    | 2014-09-07 |
| 29   | Lista przebojów 20 lecia Kabaretu pod Wyrwigroszem          | 2014-09-14 |
| 30   | Foramacja Chatelet - Gołoleć                                | 2014       |
| 31   | Kabaret K2 i goście                                         | 2014       |
| 32   | Co leci w sieci?                                            | 2014       |
| 33   | Kabaret Młodych Panów cz.1                                  | 2014       |
| 34   | Kabaret Młodych Panów cz.2                                  | 2014       |
| 35   | Kabaret Nowaki - Moda na Nowaki                             | 2014       |
|      |                                                             |            |

Kabaretowa scena Dwójki zrealizowała także kilka innych projektów. Są to m.in.: program Kabaretu Moralnego Niepokoju "Babylon Tour" (2008), czy ich Miesięczniki Moralnego Niepokoju (2007-2008); Wieczór Czeski; Wespół w zespół; programy Neo-Nówki takie jak Od III do V RP (2008) czy Moherowy program (2006); Marzenia Marcina Dańca (1993-2019); Kraj się śmieje (2002-2006); Dookoła mediów Tomasza Jachimka (2008); Pojedynki Nie Na Żarty (2007-2008). Od 2009 roku emitowane były m.in.Kanapowy Klub Dwójki (2009), Kabaretowy Klub Dwójki (2009-2012), Latający Klub Dwójki (2015).